# Västra Arningefortet

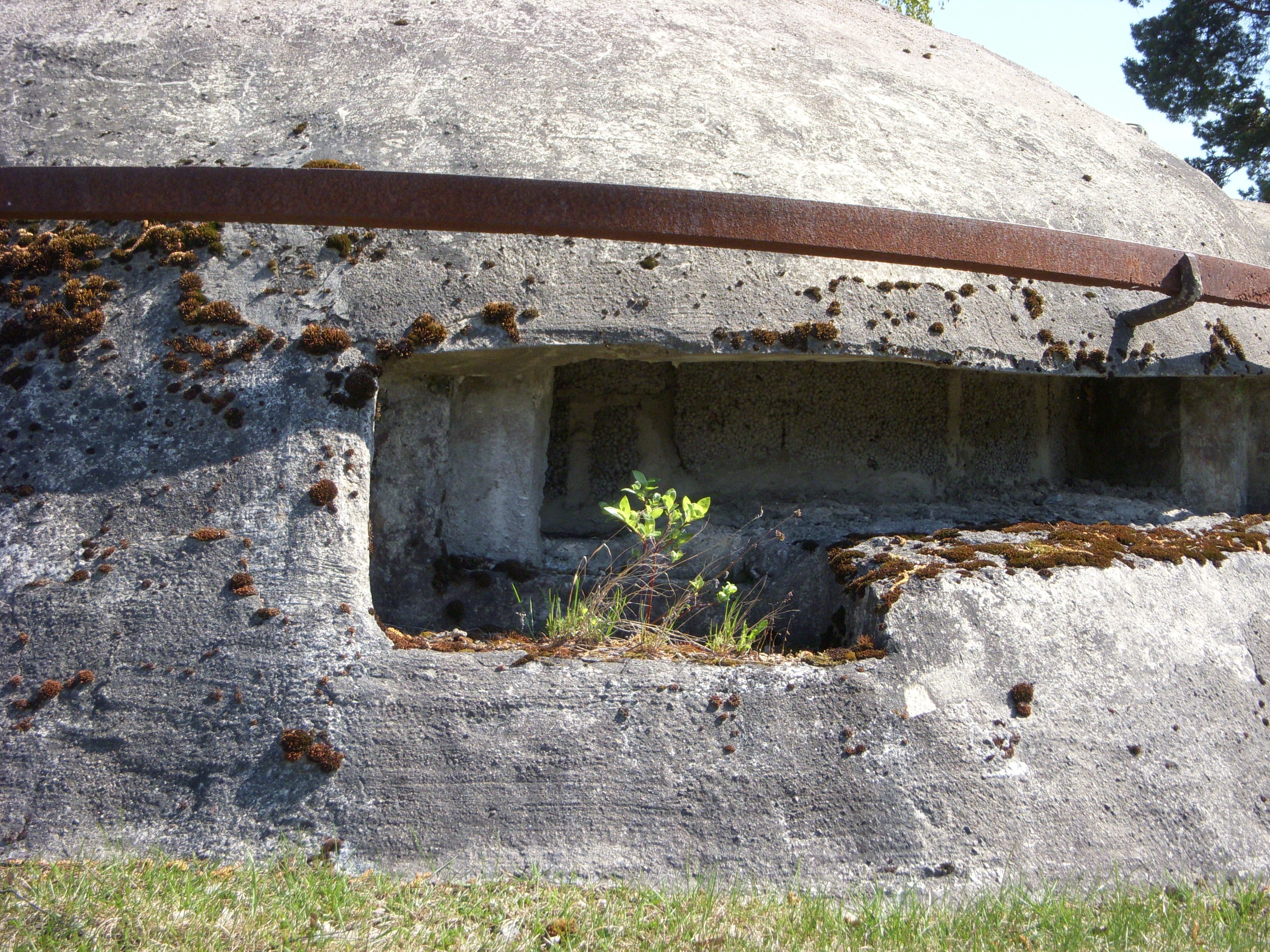
En av Västra Arningefortets skottgluggar i maj 2011.

Västra Arningefortet var en försvarsanläggning som numera ligger i Arninge industriområde i östra delen av Täby kommun, Stockholms län. Fortet är väl synligt på en kulle intill korsningen Arningevägen/Leverantörsvägen.
Fortet ingick i den Norra Fronten som anlades strax före och under första världskriget. Norra Fronten tillsammans med Södra Fronten, även kallad Korvlinjen var en viktig del av Stockholms fasta försvar. En av de mest välbevarade anläggningarna längs Norra Fronten är Västra Arningefortet som började byggas 1904 och ingick i försvarsorganisationen fram till 1952. Cirka 500 meter öster om fortet ligger Östra Arningefortet.

## Bakgrund
Kring sekelskiftet 1900 kom ett nytt försvarspolitiskt tänkande då centralförsvaret avlöstes av ett gräns- och kustförsvar. Man utnyttjade de sjösystem som omger Stockholm och säkrade passagerna mellan dem med ett 30-tal befästningar av varierande storlek.  Försvarslinjen kallades på grund av sitt utseende för Korvlinjen. Bygget finansierades av privatpersoner som samlades i "Föreningen för Stockholms fasta försvar" och "Palmqvistska fonden till Stockholms befästande". Själva byggarbetena utfördes av militär, som stod under civil ledning. Sedan skänktes anläggningarna till militären. Försvarslinjen ingick i försvarsorganisationen fram till 1952.
Befästningsanordningarna på land norr om Stockholm utgjordes huvudsakligen av skyttevärn och batteriplatser som sträckte sig från Östra Ryd i Österåkers kommun till Ed i Upplands Väsby kommun och hade en sträckning av närmare 25 km. Anläggningen bestod av ett så gott som linjärt fort- och löpgravssystem och skulle bemannas huvudsakligen av infanterister från landstormen, det vill säga värnpliktiga äldre än 32 år, beväpnade med vanliga gevär. Det var innan pansarfordon var påtänkta och när kulsprutor fortfarande var ovanliga. Hela linjen bestående av Danderydslinjen och Sollentunalinjen skulle bemannas med cirka 5000 man.

## Fortet
Västra Arningefortet var en del av Danderydslinjen och skulle säkra det så kallade Täbypasset. Stommen i Täbypasset utgjordes av sju sammanhängande betongfort, sammanlänkade med skyttegravar. Västra Arningefortet var ett av dessa betongfort, bland de övriga fanns Östra Arningefortet och Margretelundsfortet. Västra Arningefortet utformades som en T-formad så kallad infanterikorv. Namnet "korv" härrör från den halvrunda takkonstruktionen i betong som slingrade sig som en korv genom landskapet.
Efter 1921-1922 gjordes inga utbyggnader av försvarslinjen men under andra världskriget moderniserades anläggningen.
Numera är de flesta byggnaderna i Norra Fronten rivna eller naturen håller på att ta över. Västra Arningefortet är dock i mycket bra skick. Fortet har hamnat i Arninge industriområde och markägaren har på egen bekostnad renoverat anläggningen.

## Bilder

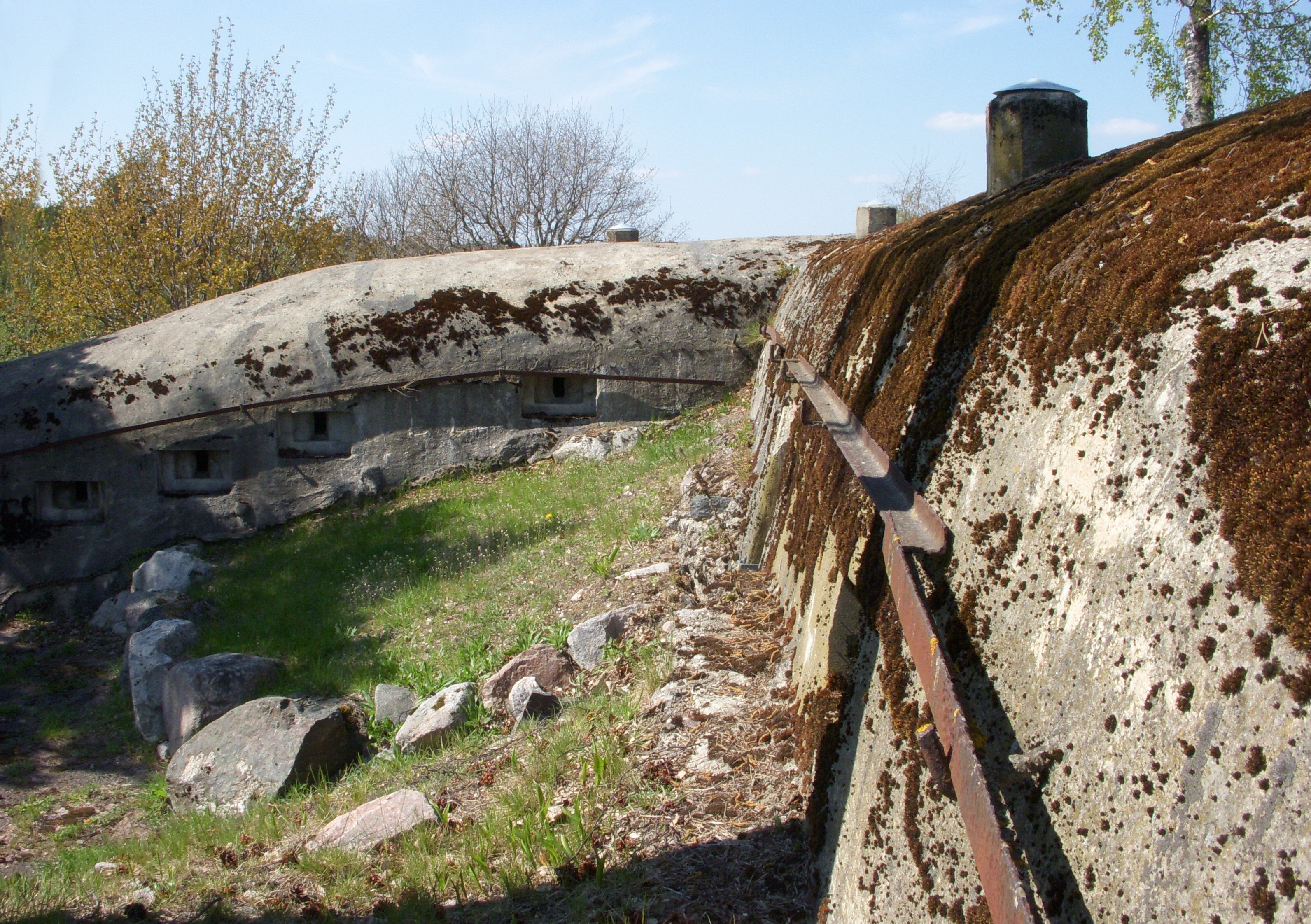
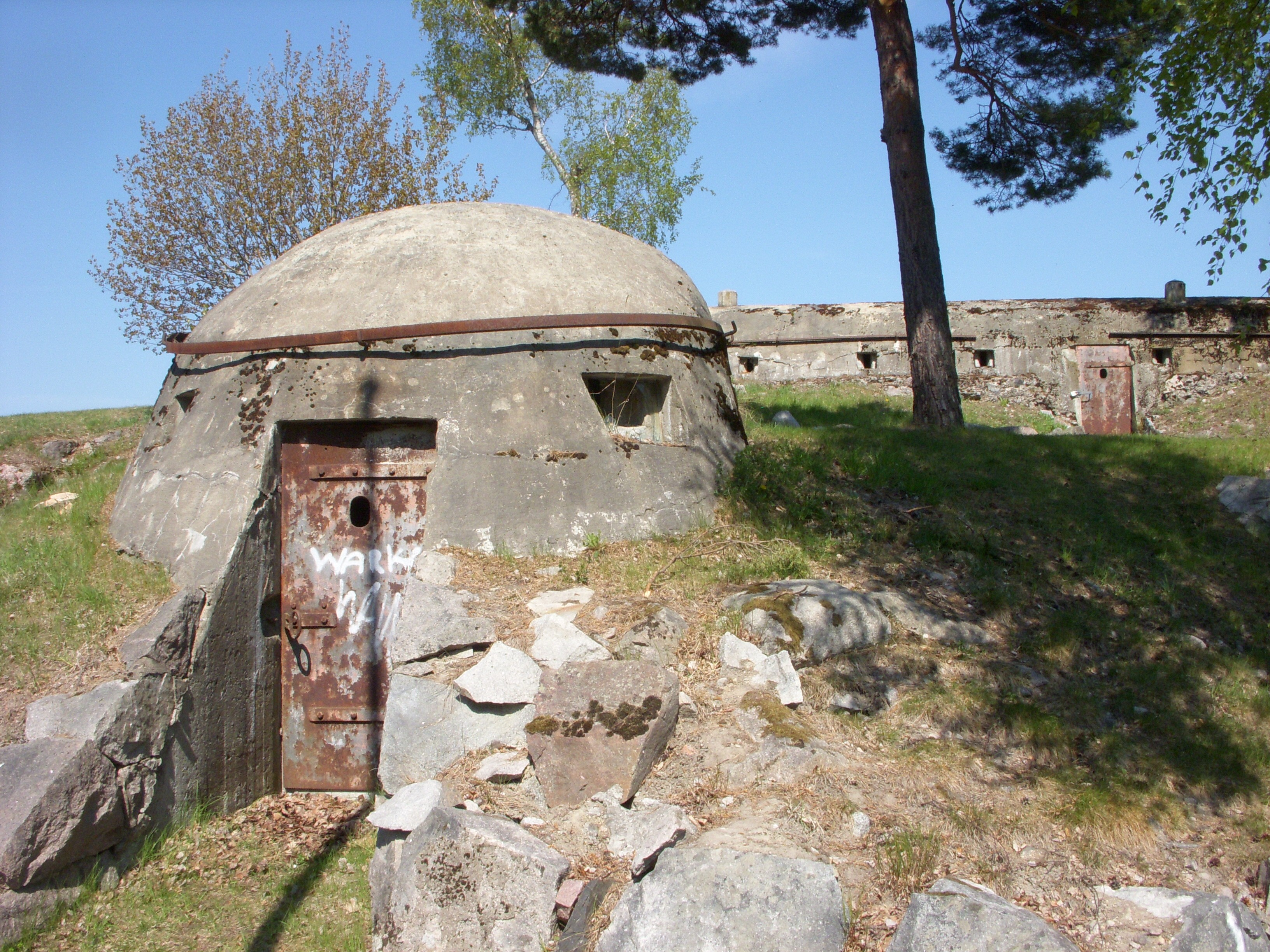
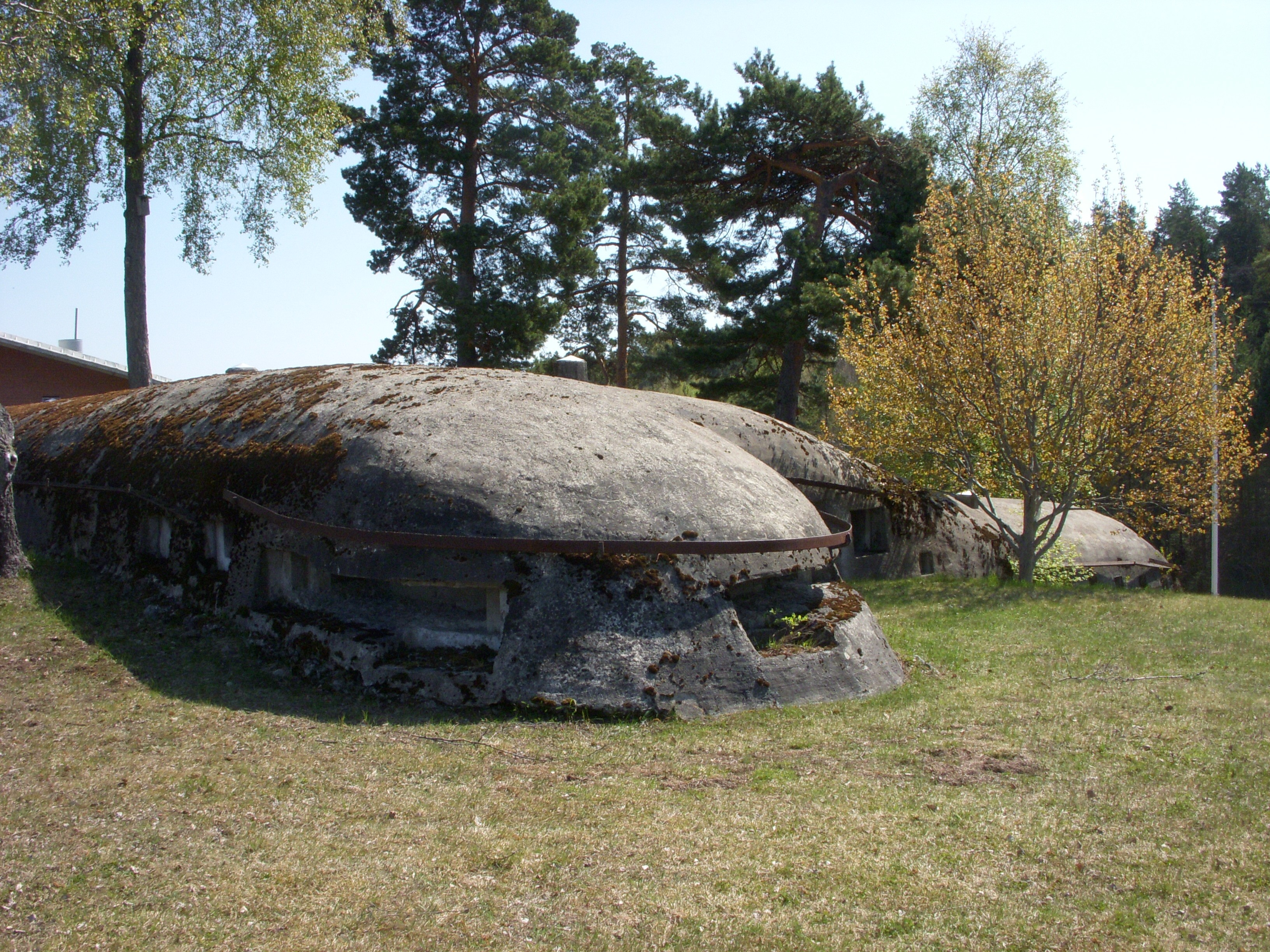
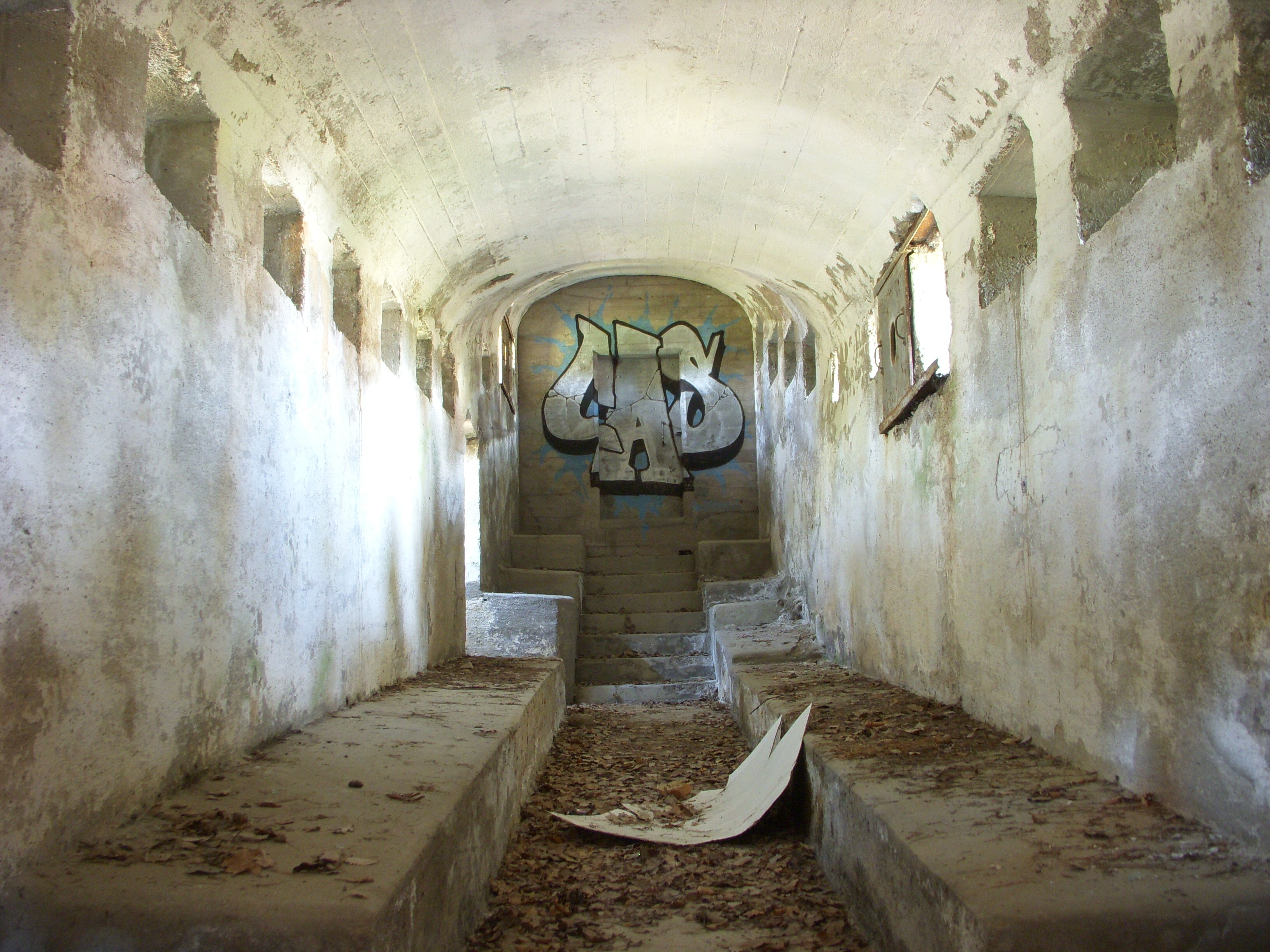